# 八王子丘陵
八王子丘陵（はちおうじきゅうりょう）は、群馬県東部の桐生市・太田市周辺に広がる丘陵群である。広沢丘陵（ひろさわきゅうりょう）ともされる。
群馬県桐生市・太田市・みどり市にまたがり、渡良瀬川右岸の大間々扇状地上を北西から南東に、長さ15キロメートル・幅5キロメートルにわたって分布する。北西側から鹿田山丘陵・茶臼山丘陵・金山丘陵に三分される。
丘陵の東縁に沿って活断層である太田断層が分布している。この断層は、長さ約26km・南西傾斜の逆断層で、活動度はB級下位程度と考えられている。最新活動時期や平均活動間隔、単位変位量、断層面の幅、横ずれ成分の有無などは不明。全体が活動した場合はM 7.1程度の地震が発生すると推定されている。

## 鹿田山丘陵

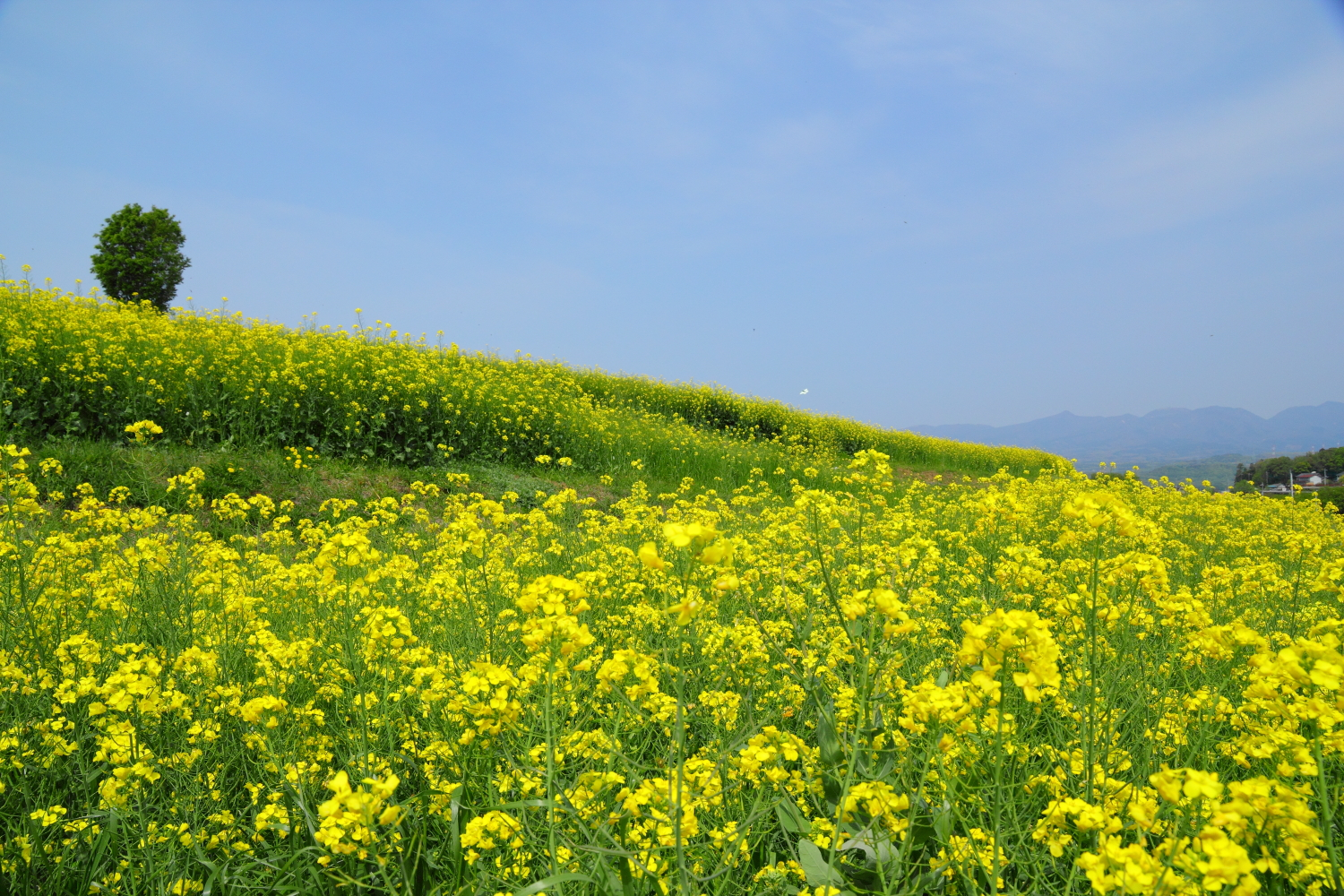
鹿田山の菜の花畑

みどり市笠懸町の中北部に位置する。笠懸町西鹿田に天神山（174メートル）、笠懸町鹿に鹿田山（232メートル）、笠懸町阿左美に琴平山（196メートル）がある。天神山と鹿田山の間に群馬県道352号笠懸赤堀今井線が、鹿田山と琴平山の間に群馬県道69号大間々世良田線が通じている。
鹿田山は、「鹿田山フットパス」と呼ばれる全長4kmのウッドチップを敷いた遊歩道が整備され、里山ハイキングに利用される。春は菜の花、初夏はシャクヤク、秋にはキバナコスモスなど、季節の花が彩る。また、同山の東麓には吹上地区ひまわり花畑があり、ひまわりが咲く10月上旬には、「ひまわりの花畑まつり」が開催され、「笠懸の武技」などの演目が披露される。
琴平山の北麓には岩宿遺跡を擁し、北西麓に鹿の川沼、南麓に国瑞寺（岡上景能の墓所）および国道50号桐生バイパス、南東麓に両毛線岩宿駅がある。

## 茶臼山丘陵

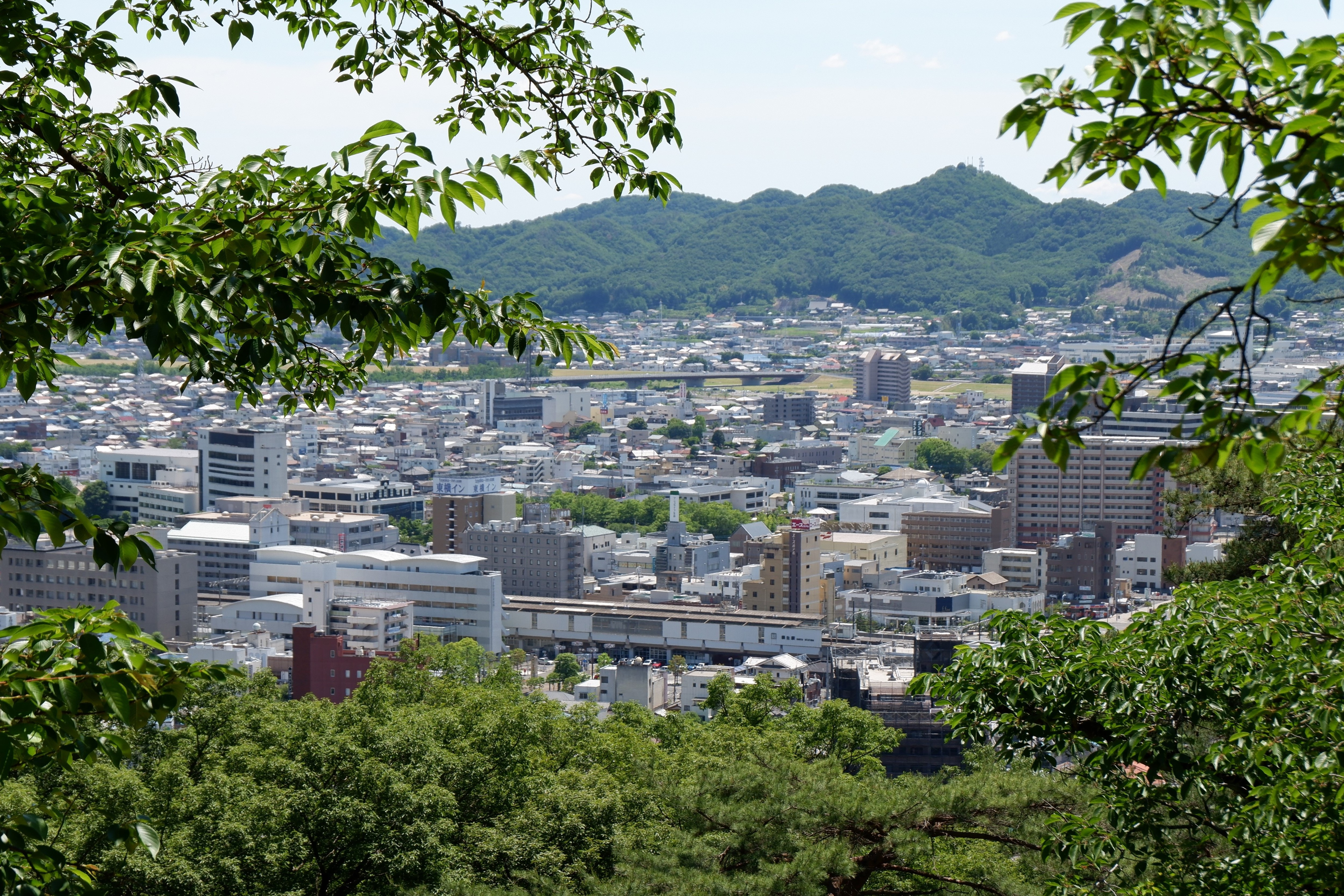
茶臼山丘陵

桐生市の中心市街地南部から太田市北部・みどり市笠懸町の東部にかけて広がる。丘陵の北東側が桐生市広沢町三・四・五・六・七丁目・太田市吉沢町、南西側が太田市上強戸町・大鷲町・北金井町・菅塩町・西長岡町・藪塚町、北西側がみどり市笠懸町阿左美である。
丘陵北側から北東側にかけて渡良瀬川・両毛線・国道50号が、西側から南西側にかけて岡登用水・東武桐生線・群馬県道78号太田大間々線が通じている。桐生市広沢町に丘陵の最高峰である茶臼山（294メートル）があり、茶臼山北麓の広沢町三丁目に群馬県立桐生南高等学校、岡の上団地、広沢町四丁目に八王子山、広沢町五丁目に桐生市南公園、桐生市斎場、サウスパーク広沢ニュータウン、広沢町六丁目に手臼山、彦部家住宅、賀茂山、賀茂神社がある。
桐生市と太田市の境に黒石峠、姥沢峠（八王子峠）、籾山峠、菅塩峠がある。太田市吉沢町に唐沢山（261メートル）、上強戸町に太田市北部運動公園、大鷲町に太田強戸パーキングエリア（北関東自動車道）、西長岡町に天王山（243メートル）、八王子山公園墓地、藪塚町に藪塚温泉、藪塚駅、群馬県立東毛青少年自然の家がある。みどり市笠懸町阿左美に荒神山（218メートル）があり、荒神山の北西麓に阿左美駅がある。丘陵中部に群馬県道332号桐生新田木崎線が通じ、籾山峠や藪塚温泉を経由している。

## 金山丘陵

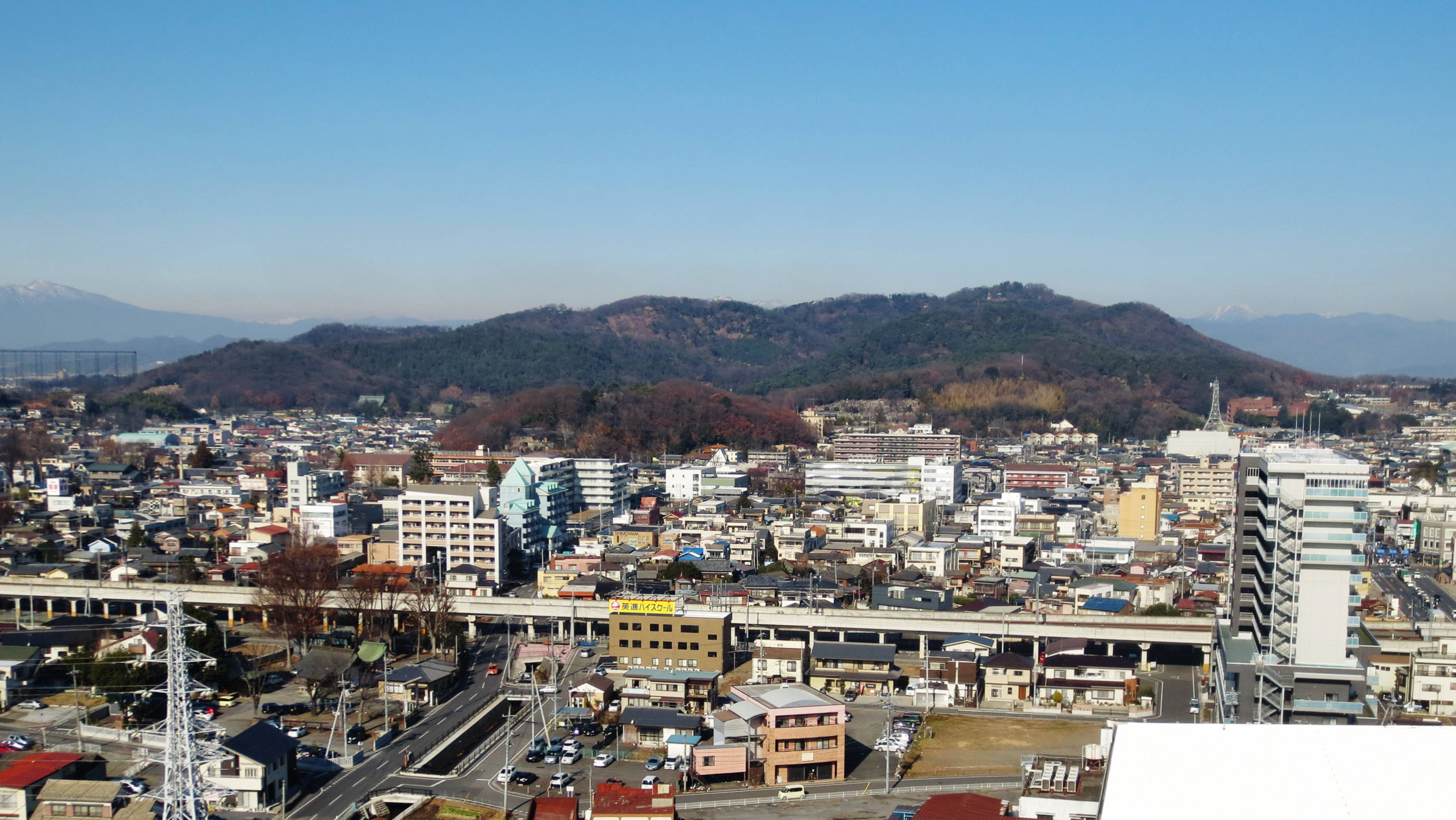
新田金山

太田市の中心市街地北部に位置する。金山町に金山（236メートル）、新田神社、金山城址、金山自然公園、西山公園、東山公園、金竜寺、大光院、本町に天神山、高山神社、八幡町と大島町に八幡山、大島八幡神社、長手町に金山総合公園（ぐんまこどもの国）がある。金山城南の金山自然公園から太田市中心部の本町まで群馬県道321号金山城址線が通じている。